# Girardinus
Girardinus è un genere che comprende 7 specie di pesci d'acqua dolce della famiglia Poeciliidae (sottofamiglia Poeciliinae).

## Etimologia
Il nome scientifico è un chiaro omaggio al naturalista francese Charles Frédéric Girard, assistente dell'ittiologo svizzero Louis Agassiz.

## Distribuzione e habitat
Queste specie sono endemiche di Cuba, dove abitano stagni, laghetti, ruscelli e fiumi con acque ben ossigenate.

## Descrizione
I Girardinus sono pesci dal corpo minuto, con bocca piccola, profilo dorsale poco pronunciato (il ventre è invece visibilmente convesso, soprattutto nelle femmine), lungo peduncolo caudale, pinne corte e trasparenti. I maschi hanno un lungo gonopodio. La livrea, diversa da specie a specie, presenta comunque un fondo beige semitrasparente comune.

Le dimensioni sono contenute, e variano dai 4,5 cm di Girardinus cubensis agli oltre 9 cm di Girardinus denticulatus: tuttavia occorre considerare che, in ogni specie, il maschio è più piccolo della femmina.

## Riproduzione
Come nelle altre poecilie, la femmina è continuamente assillata dai maschi che la rincorrono per accoppiarsi, grazie anche al loro lungo gonopodio. Sono pesci ovovivipari: una volta fecondate le femmine incubano le uova internamente per circa 25 giorni, partorendo 20-40 avannotti già autosufficienti.

## Alimentazione
Le specie del genere hanno dieta onnivora: si nutrono di alghe, diatomee, piante acquatiche e larve d'insetto.

## Acquariofilia
Alcune specie sono diffuse commercialmente (Girardinus metallicus) mentre le altre sono allevate prevalentemente da appassionati.

## Specie
- Girardinus creolus
- Girardinus cubensis
- Girardinus denticulatus
- Girardinus falcatus
- Girardinus metallicus
- Girardinus microdactylus
- Girardinus uninotatus